# Vergaser

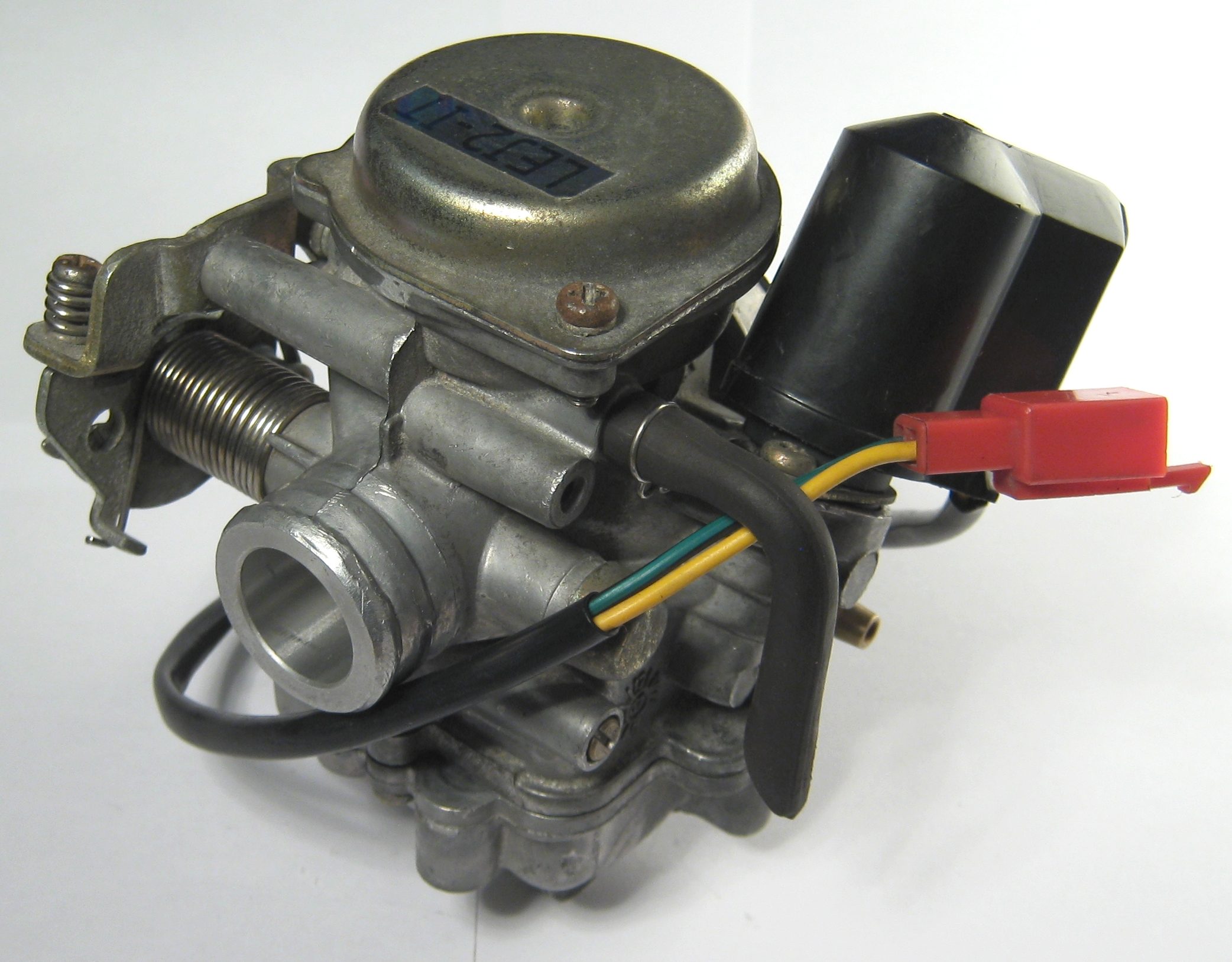
Vergaser eines Kymco-Rollers

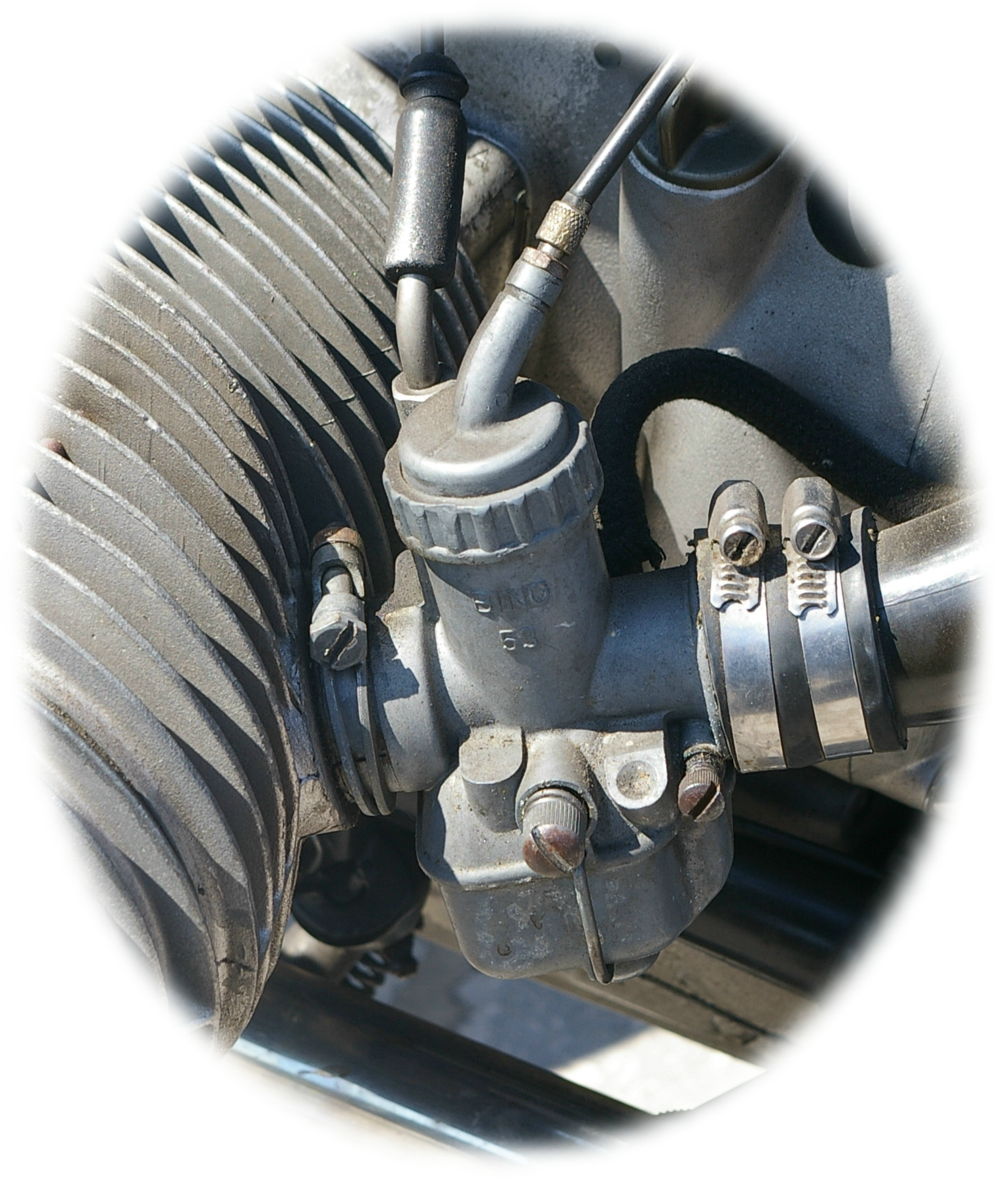
Schieber-Vergaser an einer BMW R 60/6

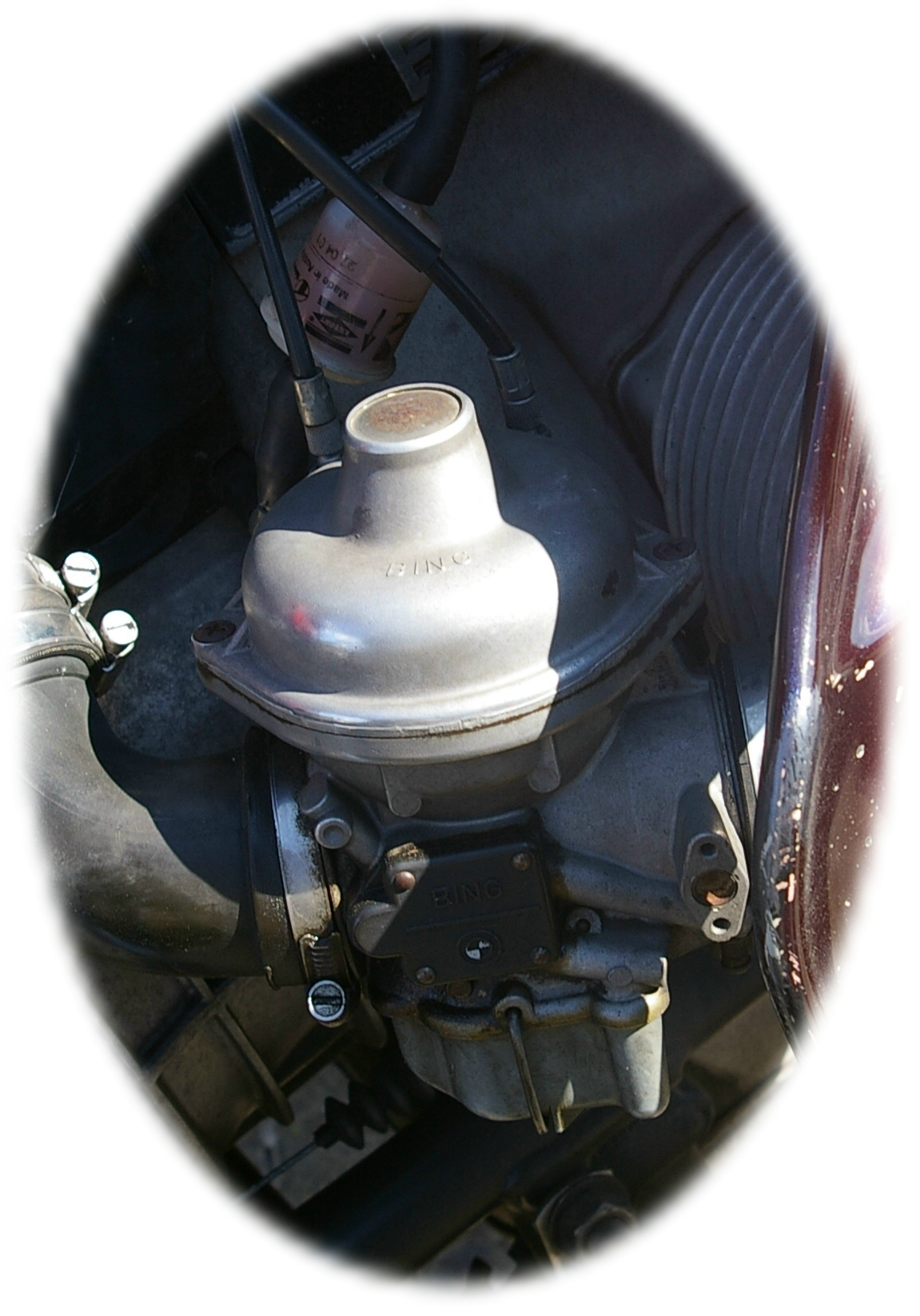
Gleichdruck-Vergaser an einer BMW R 100 RS

Der Vergaser ist eine Vorrichtung zur äußeren Gemischbildung eines Ottomotors. Er erzeugt durch Zerstäuben von Benzin bzw. Zweitaktgemisch in Luft ein verbrennungsfähiges Kraftstoff-Luft-Gemisch, das in den oder die Brennräume des Verbrennungsmotors geleitet wird. Im Vergaser befindet sich auch das Drosselorgan (Drosselklappe oder -schieber), die den Luftvolumenstrom zum Motor beeinflusst und damit maßgeblich ermöglicht das Drehmoment und damit die Leistung des Motors zu steuern.
Physikalisch ist die Bezeichnung „Vergaser“ nicht ganz exakt, da der Kraftstoff nicht durch Verdampfen sofort in den gasförmigen Aggregatzustand übergeht, sondern zunächst ein Aerosol aus Kraftstofftröpfchen und Luft erzeugt wird, welches dann aufgrund des hohen Dampfdrucks größtenteils verdampft.
In Kfz-Verbrennungsmotoren wurde der Vergaser in den 1990er Jahren zunehmend durch (meist Saugrohr-)Einspritzanlagen ersetzt. Heute werden Vergaser überwiegend nur noch in Motoren ohne Katalysator verwendet, wie beispielsweise in:
- Kleinmotoren von
  - Rasenmähern
  - Motorsägen
  - handgeführten Schneefräsen
  - Stromerzeugern
- Zweitaktmotoren von kleinen Rollern und Motorfahrrädern
- Old- bzw. Youngtimern und Motorrädern
- Flugmotoren von Leichtflugzeugen

## Komponenten
Moderne Vergaser bestehen aus folgenden Teilen, die je nach Typ unterschiedlich ausgeführt oder durch Zusatzeinrichtungen ergänzt sein können:
- Mischkammer, meist als Venturi-Rohr ausgeführt
- Steuer- und Drosselsystem für die Verbrennungsluft (Drosselklappe bzw. -schieber etc.)
- Steuer- und Drosselsystem für den Kraftstoff (Hauptdüse, Düsennadel etc.)
- Regelsystem für die Treibstoffzufuhr (Schwimmerkammer – nicht bei Überlaufvergasern – mit Schwimmer und Nadelventil, Membranpumpe bei Membranvergasern etc.)
- Kaltstarthilfe (Tupfer/Primer, Starterklappe/Choke, Startautomatik)

Diese Komponenten können ergänzt werden durch:
- Leerlaufeinrichtung (Leerlauf-Luftdüse, Leerlauf-Kraftstoffdüse)
- Ansaugluftvorwärmung
- Beschleunigungspumpe
- Teil- und Volllastklappen

## Vergaser in der Kraftfahrzeugtechnik
Der Vergaser stellt dem Motor das Kraftstoff-Luft-Gemisch bereit. Das „stöchiometrische“ Verbrennungsluftverhältnis, bei dem der Kraftstoff vollständig verbrennt, ohne dass Sauerstoff übrig bleibt, liegt für die heute üblichen Ottokraftstoffe bei etwa 14,7 kg Luft auf 1,0 kg Kraftstoff. Das entspricht einer „Luftzahl“ λ  = 1. Ist λ < 1, spricht man von „fettem“ Gemisch, d. h. mit mehr Kraftstoff als beim stöchiometrischen Verhältnis; ein „mageres“ Gemisch hat einen Lambda-Wert > 1. Die höchste Motorleistung erreicht man mit fettem Gemisch (λ = 0,85), während der höchste Wirkungsgrad bei λ = 1,05 erzielt wird.
Vergaser arbeiten nach dem Prinzip der Venturi-Düse. Der hydrodynamische Druck an der engsten Stelle des Lufttrichters nimmt mit dem Durchfluss zu, der statische Druck verringert sich entsprechend. Diese Druckdifferenz saugt den Treibstoff, der in der Schwimmerkammer auf konstantem Niveau gehalten wird, durch die Hauptdüse in den Lufttrichter, wo er zu einem Aerosol zerstäubt. Die Durchmesser von Lufttrichter und Hauptdüse müssen auf die maximale Leistung des Motors ausgelegt werden, was dazu führt, dass bei niedriger Drehzahl (Leerlauf) der Unterdruck nicht ausreicht, um einen konstanten Motorlauf zu erreichen. Daher haben die am häufigsten verwendeten Vergaser mit konstantem Lufttrichter-Querschnitt ein eigenes Leerlauf- und Übergangssystem.
Schon früh wurde erkannt, dass die Durchmesser von Lufttrichter und Hauptdüse veränderlich sein müssten, um für jeden Lastzustand das optimale Verbrennungsluftverhältnis zu gewährleisten. Besonders Motoren mit größerem Hubraum erhielten daher sogenannte Register- oder „Stufenvergaser“, bei denen last- und drehzahlabhängig ein zusätzlicher Lufttrichter mit größerem Querschnitt aktiviert wird.
Als zweite Lösung gilt der sogenannte Gleichdruckvergaser. Durch einen unterdruckgesteuerten Schieber werden dort mit zunehmendem Durchfluss gleichzeitig Ansaugquerschnitt und – über eine am Schieber befindliche Düsennadel – Hauptdüse vergrößert. Die Strömungsgeschwindigkeit im Vergaser ist daher konstant, jedoch verzögert der in manchen Bauarten (z. B. Strombergvergaser) ölgedämpfte Kolbenschieber die Reaktion auf den veränderten Lastzustand.
Im Zuge der verschärften Abgasbestimmungen ab Mitte der 1980er Jahre gelang es nicht mehr, befriedigende Lösungen zur optimalen Gemischaufbereitung mittels Vergasern zu finden. Die steigenden Anforderungen an die Abgasqualität, die sich nur noch mit Katalysatoren und Lambdaregelung erfüllen ließen, erforderten elektronisch gesteuerte Vergasersysteme („Ecotronic“), die an Komplexität den elektronischen Saugrohreinspritzungen nahekamen. Diese ersetzten daher in den 1990er Jahren den Vergaser im Fahrzeugbau.

## Erste Vergaser

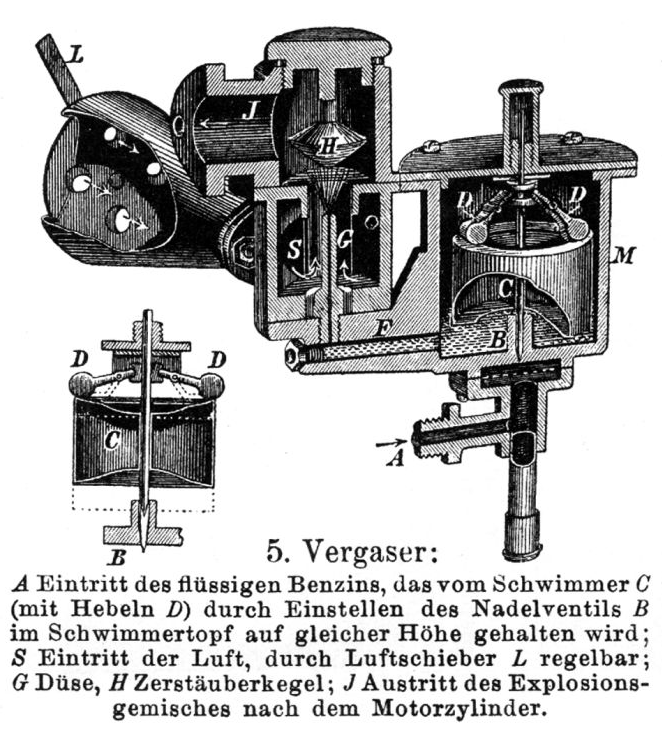
Prinziperklärung Vergaser um 1906

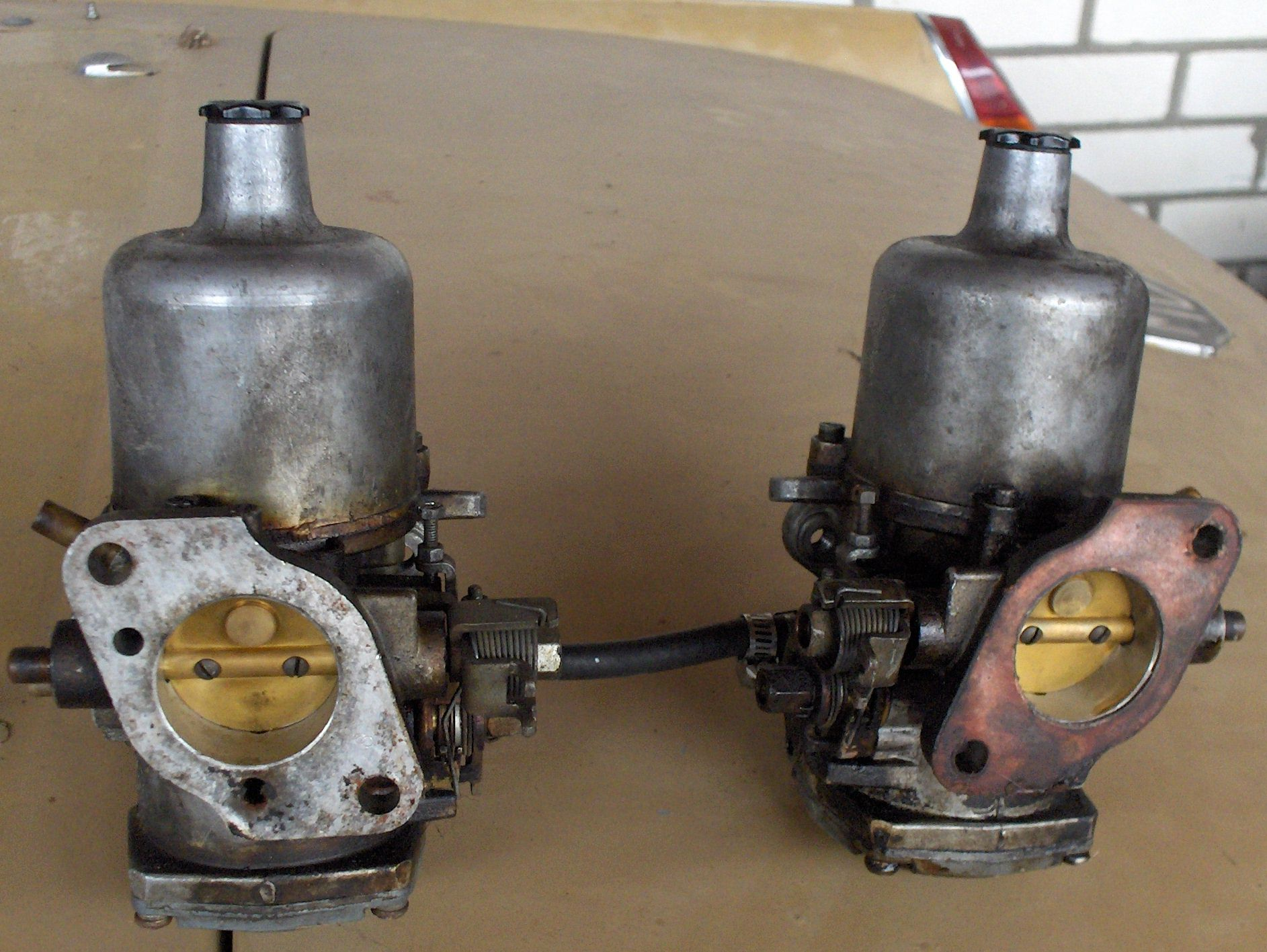
Zwei Gleichdruckvergaser von SU (Skinner’s Union) aus einem britischen MGB

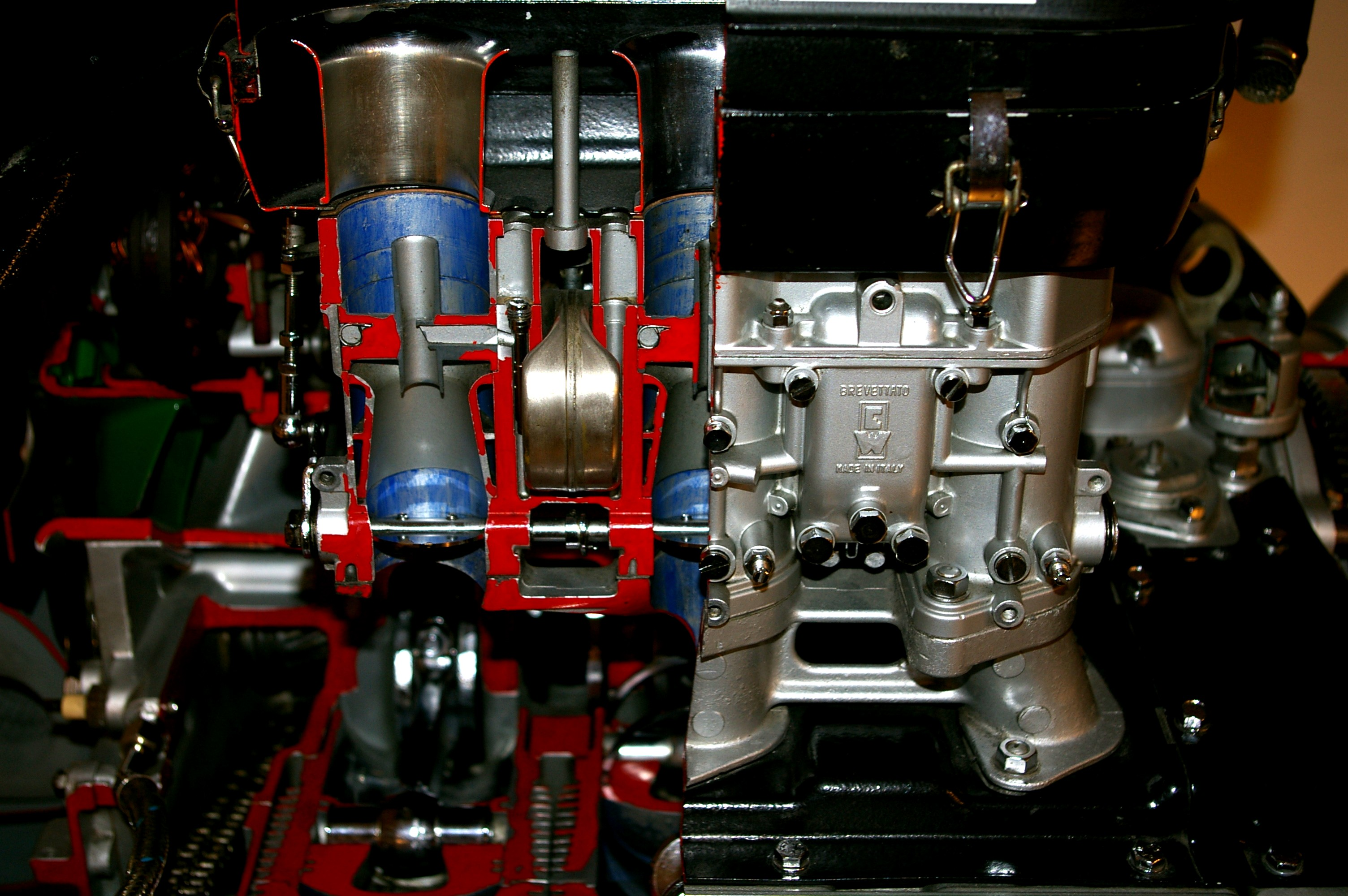
Schnittmodell eines Weber-Dreifach-Fallstromvergasers (Porsche 911)

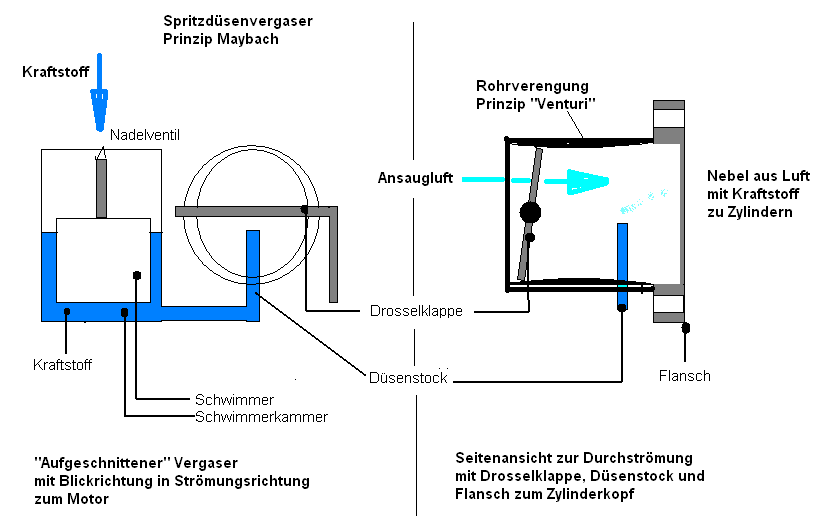
Prinzip des Spritzdüsenvergasers (Horizontalströmung)

Grundprinzip des Vergasers

Der erste Vergaser war der von Carl Benz entwickelte Oberflächenvergaser. Bei ihm wird der Kraftstoff in einem beheizten Behälter verdampft und mit Luft vermischt. Eine weitere Konstruktion war der vom deutsch-österreichischen Techniker Siegfried Marcus erfundene Bürstenvergaser. Er zerstäubte den Treibstoff mit einer rotierenden Bürste in einer Wanne.
Beide halten nicht automatisch ein bestimmtes Luftverhältnis ein, sondern müssen je nach Drehzahl oder bei Laständerungen nachgeregelt werden. Diese Vergasertypen wurden aufgrund ihrer Unzuverlässigkeit und Gefährlichkeit (Vergaserbrand) nur kurze Zeit bei den ersten Verbrennungsmotoren verwendet.
Die Ungarn Donát Bánki und János Csonka entwickelten und patentierten 1893 zunächst den sogenannten Bánki-Csonka-Motor und als dessen Bestandteil einen Vergaser.
Diese ersten Bauarten wurden ab 1893 durch Vergaser mit Schwimmerkammer (Spritzdüsenvergaser) ersetzt. Dessen Erfindung wird Wilhelm Maybach zugeschrieben. Die ersten Schwimmervergaser waren oftmals Steigstromvergaser. Aufgrund der schwankenden Qualität der Kraftstoffe kam es öfter zu Überfettungen; der Motor blieb stehen, weil das gebildete Gemisch nicht mehr zündfähig war. Beim Steigstromvergaser kann der Kraftstoff aus dem Vergaser ins Freie auslaufen statt in den Motor.

## Verschiedene Typen
Bei der Kategorisierung von Vergasern unterscheidet man heute nach mehreren Merkmalen:

### Richtung des Ansaugluftstromes
Die verschiedenen Strömungsrichtungen der Ansaugluft durch den Vergaser legen fest, um welchen Typ es geht:
- Fallstromvergaser, die Luft strömt von oben nach unten.
- Flach- oder Querstromvergaser, die Luft strömt horizontal. Er wird vor allem dort verwendet, wo es auf eine geringe Bauhöhe ankommt; wird auch „Horizontalvergaser“ genannt.[1]
- Schrägstromvergaser, die Luft strömt diagonal von oben.
- Steigstromvergaser, die Luft strömt von unten nach oben, oft auch „Vertikalvergaser“ genannt.[1]

### Anzahl und Funktion der Mischkammern
- Einfachvergaser – ein Lufttrichter
- Doppelvergaser – zwei Einfachvergaser in einem Gehäuse (z. B. BMW 1602/2002 ti mit zwei Solex-Doppelvergasern)
- Dreifachvergaser (bis 1973 in diversen Porsche 911) oder auch Vierfachvergaser. Diese Vergaserbauarten bedienen sich einer meist mittig angebrachten Schwimmerkammer zur Versorgung mehrerer Ansaugrohre.
- Register- bzw. Stufenvergaser. Ein Lufttrichter für Leerlauf/Teillast und einer für Volllast (nicht mit Doppelvergaser zu verwechseln).
- Doppel-Registervergaser (zwei Registervergaser in einem Gehäuse): im Mercedes-Benz 280 (W 114), den 250/280 der Baureihe W 123 sowie dem 280 S (W 116), BMW 320/6 aus der Reihe E21, BMW 520/6, 525, 528 (ohne „i“) aus der Reihe E12.

### Art des Drosselorganes
- Drosselklappe
- Schieber mit den Unterarten:

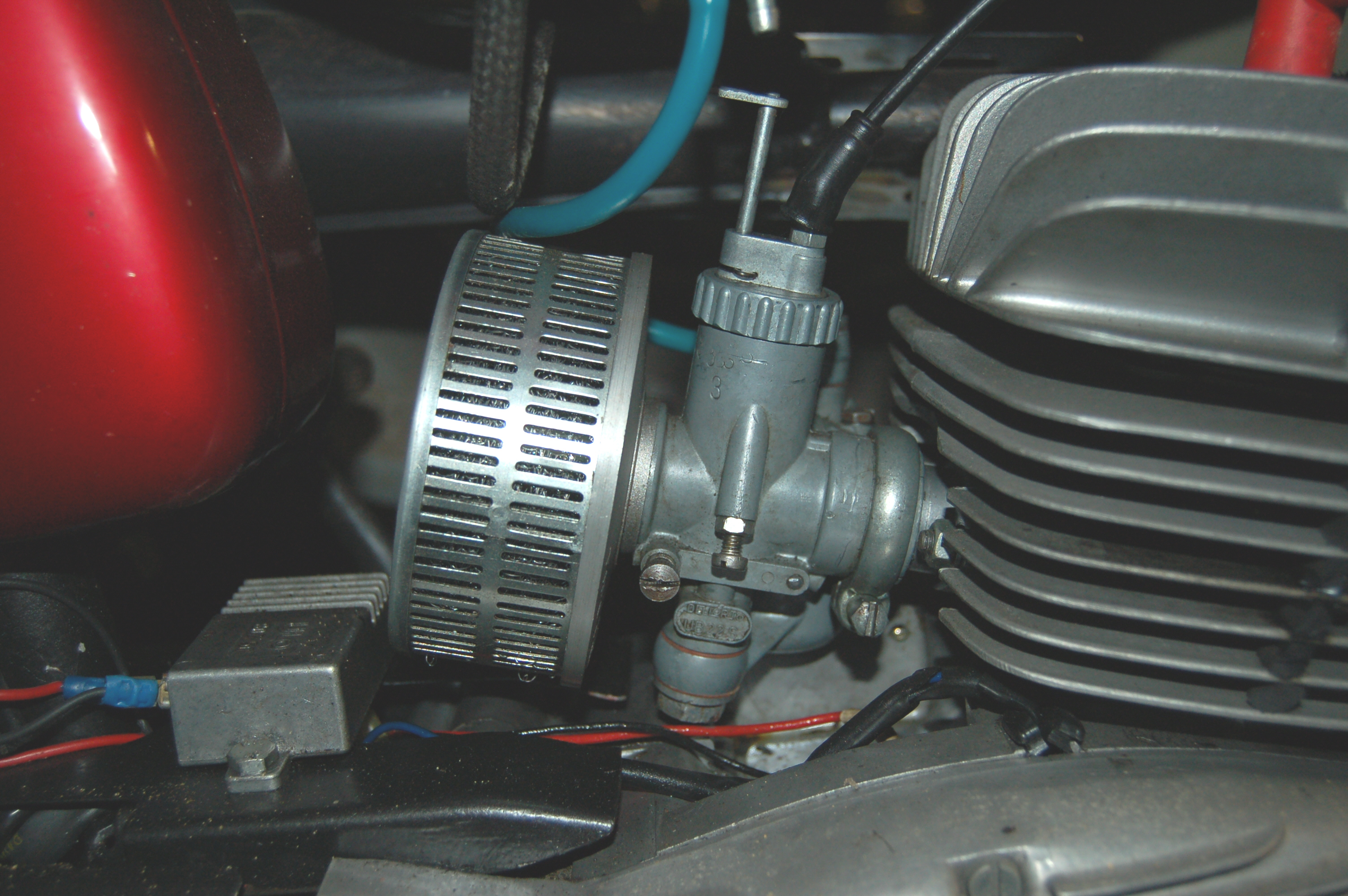
Kolbenschiebervergaser Dell’Orto UB 22S

  - Kolbenschieber, auch Rundschieber genannt. Der Kolben wird mittels Gasgriff und Bowdenzug direkt hochgezogen (Beispiel: BMW R 90 S mit Dell’Orto-Vergasern). Eine mittig im Kolben angebrachte, leicht konische Düsennadel verändert den offenen Querschnitt einer Düse und steuert so die Benzinmenge mit. Ergänzt wird das Kolben-Nadelsystem durch:
    - die Hauptdüse (diese sitzt am unteren Ende des Nadelsystems und begrenzt den Kraftstofffluss durch das Nadelsystem)
    - die Leerlaufdüse stromabwärts des Hauptdüsensystems

  - Flachschieber in Form eines Rechteckes mit kreisförmigem Durchlass. Freie Einbaulage und vorteilhaft, weil z. B. bei Rennmotoren mit einem Schieber eine ganze Zylinderbank (drei bis sechs Zylinder) gesteuert werden kann.

### Gleichdruckvergaser
Beim Gleichdruckvergaser ist der auf das Hauptdüsensystem wirkende Unterdruck im statischen Betrieb mit konstanter Drehzahl immer gleich – daher der Name. Das wird dadurch erreicht, dass (in Strömungsrichtung gesehen) vor der Drosselklappe ein meist an einer Membran befestigter Kolbenschieber in der Gasströmung liegt. In den Raum über der Membran wird der Ansaugunterdruck geleitet. Dadurch entsteht ein Druckunterschied zum durch eine andere Bohrung unter die Membran geleiteten Atmosphärendruck, der die Kolben mit Kolbenschieber nach oben zieht. Daran hängt eine konische Düsennadel, die den offenen Querschnitt der Hauptdüse und damit die einströmende Benzinmenge regelt.
Der Gleichdruckvergaser steuert damit die Benzinmenge abhängig von der Luftmenge und unabhängig von der Drosselklappenstellung. Die Vergaser benötigen keine Beschleunigungspumpe, weil selbst schnelles Gasgeben nicht dazu führt, dass der benzinfördernde Unterdruck zusammenbricht. Vielmehr wird das Gemisch angereichert, weil der träge Kolben etwas verzögert auf den veränderten Lastzustand reagiert und daher die den Kraftstoff fördernde Druckdifferenz kurzzeitig höher ist. Einerseits ist das Ansprechverhalten des Motors dadurch etwas träger als beim Schiebervergaser, andererseits wird das typische Loch bei schnellem Betätigen des Gasgriffs und falsch eingestelltem Schiebervergaser vermieden. Der Gleichdruckvergaser wird besonders bei Motorrädern eingesetzt (Beispiele: Bing-Vergaser der frühen BMW R 75/5-Modelle, zahlreiche japanische Maschinen mit Keihin- und Mikuni-Vergasern sowie Ducati-Modelle bis 1999).
Diverse Mercedes-Benz-PKW der Baujahre 1965 bis 1985 (Baureihen W 115, W 123 und W 201) und Volvo der Bj. 1974–1986 waren mit Stromberg-Gleichdruckvergasern ausgerüstet. Ebenso wurden nach diesem Prinzip aufgebaute SU-Vergaser (Skinner’s Union) in vielen englischen Automobilen und bei Volvo eingesetzt.
Gleichdruckvergaser waren weiterhin bei zahlreichen Motorrad-Motoren seit den 1970er Jahren üblich und werden teils bis heute eingesetzt; während das Gros der Modelle heute Einspritzung nutzt.

### Besondere Bauformen
Zunächst bei Flugmotoren kam die Notwendigkeit auf, Vergaser einzusetzen, die ihre Funktion unabhängig von der Lage im Raum erfüllen, besonders bei Drehbewegungen (Zentrifugalkraft) des Flugzeuges und „über Kopf“. Dafür gab es etliche Entwicklungen; eine der bekanntesten ist der Membranvergaser. Das gleiche Problem stellt sich bei Kleinmotoren, zum Beispiel in Gartengeräten (Rasenmäher am Steilhang) oder bei Motorsägen, bei denen die Lage des Vergasers auf den Motorlauf keinen Einfluss haben soll. Teils wurden solche Vergaser auch in konventionellen Kraftfahrzeugen verwendet, wie etwa die Tillotson-Membranvergaser an Motorrädern der Marke Harley-Davidson.
Weiterhin gibt es den Überlaufvergaser, der ohne Schwimmerkammer auskommt. Deshalb ist er in der Herstellung besonders günstig und einfach im Aufbau. Bei ihm wird der Kraftstoff aus dem unterhalb des Vergasers liegenden Kraftstofftank per Pumpe in ein sehr kleines Kraftstoffreservoir befördert, aus dem die Gemischbildungsdüse bedient wird. Der per Pumpe zu viel in das Reservoir geförderte Kraftstoff gelangt dann per Schwerkraft in den Kraftstofftank zurück. Diese Vergaserart wurde z. B. beim „Vélosolex“-Mofa und bis 1967 in den ersten Porsche 911 eingesetzt.
Beim Fish-Vergaser (nach John Robert Fish) ist die Schwimmerkammer mit der hohlen Drosselklappenwelle verbunden, an der der Kraftstoff durch Bohrungen ausströmt.
Ist ein Motor mit mehreren Vergasern ausgestattet, so sollten diese synchronisiert werden. Siehe: Synchronisation#Vergasersynchronisation

## Zusatzeinrichtungen

### Kaltstarthilfen

#### Tupfer oder Primer
An einfachen Vergasern findet man oft eine Kaltstarthilfe als Tupfer oder Primer. Der Tupfer ist ein Stift am Schwimmerkammerdeckel, der bei Betätigung den Schwimmer nach unten drückt und so das Schwimmernadelventil öffnet. Die Schwimmerkammer wird mit Kraftstoff überflutet und das Gemisch zum Start angefettet (Verbrennungsluftverhältnis λ < 1), damit es besser zündet. Der Tupfer darf in aller Regel nur kurz für zwei bis vier Sekunden betätigt werden; zu langes Tupfen kann den gesamten Ansaugtrakt mit Kraftstoff fluten, sodass die Zündkerze vernässt und der Motor absäuft.

Anstelle des Tupfers kann auch ein Gummibalg (Primer) verwendet werden, der als Luftpumpe eine geringe Menge Luft in die Schwimmerkammer pumpt und so den Schwimmer ebenfalls nach unten drückt. Der Primer sollte drei- bis fünfmal kurz betätigt werden.

#### Starterklappe (Choke)
Die Starterklappe (engl. Choke) ist eine Einrichtung, die die Luftzufuhr begrenzt (englisch „to choke“ = „drosseln“), so dass das Gemisch während der Start- und Warmlaufphase des Motors reicher an Benzin, also „fetter“ gemacht wird. Es gibt manuell und automatisch betätigte Ausführungen (Startautomatik).

#### Startvergaser
Eine andere Variante ist die Freigabe eines kleinen zusätzlichen ungeregelten Vergasersystems (Startvergasersystem) über einen Luftweg, der das Drosselorgan umgeht, und gegebenenfalls gleichzeitig mit einer eventuell vorhandenen Starterklappe betätigt wird. Dieses System erzeugt in kleinen Mengen durch eine eigene Düse ein stark überfettetes Gemisch, das hinter dem Schieber dem normalen Gemisch beigemengt wird. Diese Art der wird z. B. in BVF- und Bing-Vergasern der Größen 16 und 17 verwendet. Millionenfach verbaut wurden ebenfalls Dell'Ortos SI- und SHB-Vergaser, speziell für die Vespa konstruierte Fallstrom-(SI) und Flachstrom-(SHB) Flachschiebervergaserbaureihen.

### Ansaugluftvorwärmung
Die Ansaugluftvorwärmung verhindert, dass bei kühler Witterung der Vergaser vereist und der Motor dann unregelmäßig läuft bzw. abstirbt. Das kann durch Beheizung des Ansaugkanals mittels Kühlflüssigkeit und/oder eines elektrischen Heizelements (sogenannter „Igel“) verhindert werden. Bei der einfachsten Version einer Vorwärmung wird die Ansaugluft am heißen Auspuffkrümmer vorbeigeleitet. Viele Fahrzeuge hatten dafür eine manuell zu betätigende Klappe für die Umschaltung von Sommer- auf Winterbetrieb, bei anderen geschah die Umschaltung automatisch über einen Thermostaten.

### Beschleunigungspumpe
Die meisten Vergaser besitzen eine Beschleunigungspumpe, die beim Öffnen der Drosselklappe (Vergrößerung des Ansaugquerschnitts) zusätzlichen Kraftstoff in den Lufttrichter pumpt, um ein unerwünschtes „Beschleunigungsloch“ zu vermeiden. Durch das Absinken des Unterdruckes bei der Drosselklappenöffnung würde sonst das Gemisch abmagern. Oft wird dazu eine kleine Kolbenpumpe verwendet, die beim Betätigen des Gaspedals zusätzlich eine geringe Menge Kraftstoff in den Ansaugtrakt spritzt. Ein „nervöser Gasfuß“ verursacht ständig eine Betätigung der Beschleunigungspumpe, was den Benzinverbrauch erhöht.

### Höhenkorrektor
Die Luft in größeren Höhen enthält, entsprechend dem niedrigeren Luftdruck und damit abnehmender Dichte, weniger Sauerstoff; hingegen ändert sich die Dichte des flüssigen Kraftstoffs nicht in Abhängigkeit von der Ortshöhe. Da Vergaser die Luft- und Kraftstoffmenge nach Volumen erfassen, fehlt in Höhenlagen ohne Korrekturmaßnahme Sauerstoff für eine vollständige Verbrennung, das Gemisch ist also zu fett.
In seltenen Fällen – unbedingt bei Bergrennen – haben Vergaser deshalb eine automatische Einrichtung, um die geringere Dichte der Luft in größeren Höhen auszugleichen. Eine barometrische Dose verändert dazu die Gemischbildung. Bei älteren Fahrzeugen vor Baujahr 1970 war diese Einrichtung oftmals Option. Bei Flugzeugen mit Vergasermotor wird das Gemisch mittels Gemischregler vom Piloten manuell eingestellt (Leanen).
Als eines der ersten Automobile, für die es einen Höhenkorrektor gab, gilt der VW 1200 ab 1957.
Viele elektronische Einspritzanlagen erfassen hingegen die angesaugte Luftmasse – bzw. errechnen die Luftdichte aus dem gemessenen Luftdruck – und schalten somit diese Fehlerquelle der Gemischbildung von vornherein aus.
Der Korrektor sorgt nur dafür, dass bei jeder Höhe eine vollständige Kraftstoffverbrennung stattfinden kann, indem er die Gemischbildung auf den richtigen Wert – nahe dem stöchiometrischen Kraftstoffverhältnis – einstellt. Den bei sinkender Luftdichte eintretenden Leistungsabfall kann er nicht ausgleichen, denn ohne Aufladung kann nur so viel Kraftstoff verbrannt werden, wie der angesaugten Menge an Luftsauerstoff entspricht.

### Rücklaufventil
Zusätzlich zum Mechanismus Schwimmer/Schwimmernadelventil kann die Treibstoffzufuhr durch ein Rücklaufventil geregelt werden. Dieses befindet sich vor dem Schwimmernadelventil und wird durch Unterdruck oder mechanisch reguliert, oder aber arbeitet gänzlich ungesteuert bzw. passiv. Ziel ist es dabei, die von der Benzinpumpe zu reichlich geförderte Kraftstoffmenge zurückfließen zu lassen. Dadurch wird ein Aufheizen nicht benötigten Kraftstoffs am Vergaser und entsprechende Dampfblasenbildung verhindert und das Warmstartverhalten verbessert.
Auch Vergaser ohne Schwimmer haben ein Rücklaufsystem, siehe Besondere Bauformen.

### Volllastanreicherung
Die höchste Motorleistung wird bei fettem Gemisch von ca. λ = 0,85 erreicht. Dort stellt sich auch die höchste Zündgeschwindigkeit bzw. Reaktionsgeschwindigkeit des Benzingemisches ein. Zur Anfettung dient ein separater Kanal, über den zusätzlich Kraftstoff in den Lufttrichter geleitet wird.
Die Anreicherung soll auch verhindern, dass das Gemisch beim Erreichen der Volllast zu stark abmagert (λ > 1) und die Verbrennung zu „heiß“ wird. Dadurch könnte ein Loch im Kolbenboden entstehen, was einen schweren Motorschaden darstellt. Die Verdampfungsenthalpie des zusätzlich zugeführten Kraftstoffs sorgt für eine „Innenkühlung“ der Zylinder.

### Teillastanreicherung
Um einen niedrigen Verbrauch zu erzielen und trotzdem bei Last genügend Kraft zu haben, gibt es die unterdruckgesteuerte Teillastanreicherung. Sie wird auch dazu benutzt, dass beim Öffnen der Drosselklappe kein „Loch“ entsteht. Damit wird auch der Übergang von Leerlauf zum Gasgeben gesteuert.

### Power Jet
Die Power-Jet-Düse dient der Gemischanpassung bei Zweitaktmotoren im mittleren Drehzahlbereich. Sie bezieht ihren Kraftstoff durch Unterdruck direkt aus der Schwimmerkammer und zerstäubt ihn vor dem Vergaserschieber. Der japanische Vergaserhersteller Mikuni war in den 1970er Jahren einer der Ersten, die das Prinzip des Unterdrucks direkt aus der Schwimmerkammer anwendeten. Dadurch konnten die Vergaser-Hauptdüsen kleiner dimensioniert werden, was das Ansprechverhalten sowie die Leistung positiv beeinflusste. Heute unterscheidet man rein mechanische und elektrische Systeme.

### Elektronisch gesteuertes Vergasersystem
Das elektronisch gesteuerte Vergasersystem kam gegen Ende der 1970er Jahre auf. Es senkte den Schadstoffausstoß sowie den Kraftstoffverbrauch im Vergleich zu herkömmlichen Vergasern und war preiswerter als eine Einspritzanlage. Für eine Übergangszeit waren elektronisch gesteuerte Vergaser ein beliebter Mittelweg, um die schärferen Abgasnormen einzuhalten, die ausgehend vom Staat Kalifornien schrittweise in den gesamten Vereinigten Staaten, der Schweiz, Deutschland und im übrigen westeuropäischen Raum eingeführt wurden. Insbesondere konnten sie je nach Aufwand auch mit ungeregelten und geregelten Katalysatoren kombiniert werden. Derartige Vergaser nutzten Automobilhersteller aus Kostengründen vor allem bei den Basismotorisierungen der jeweiligen Baureihen.
Viele der damals aktiven Vergaserhersteller nahmen elektronisch gesteuerte Modelle in ihr Lieferprogramm auf, darunter Pierburg, Denso, Hitachi, Holley, Weber und Dell’Orto. Entweder entwickelten sie diese selbst oder nutzten in Lizenz Entwicklungen vor allem namhafter Marktführer. Eine relativ aufwändige und erfolgreiche Variante stellte die Ecotronic dar, ursprünglich eine gemeinsame Entwicklung in einem Joint Venture der Unternehmen Bosch und Pierburg, aus dem ersteres später ausschied.
Die Hoch-Zeit der elektronisch gesteuerten Vergasersysteme endete etwa in den 1990er Jahren: Die Kombination aus Elektronik und Mechanik erwies sich mitunter als defektanfällig und wartungsintensiv. Der Kostenvorteil von elektronisch gesteuerten Vergasern reduzierte sich, als die Stückpreise von Einspritzanlagen mit immer größeren Stückzahlen sanken. Der Kraftstoffverbrauch der Vergasermotoren blieb zumeist höher als bei Einspritzmotoren und neue, schärfere Schadstoffgrenzwerte konnten nicht mehr eingehalten werden.